# تمرقاووق
تمرقاووق هي بلدة في مقاطعة نوراتا في ولاية نواوي في أوزبكستان.